# UFC 123
UFC 123: Rampage vs. Machida  è stato un evento di arti marziali miste tenuto dalla Ultimate Fighting Championship  il 20 novembre 2010 al The Palace of Auburn Hills nell'area periferica di Detroit ad Auburn Hills, Michigan. Stati Uniti d'America.  È stato il primo evento UFC nell'area metropolitana di Detroit da UFC 9.

## Background
Prima dell'inizio della card, José Aldo fu premiato con l'UFC Featherweight title da Dana White.
Il 13 ottobre Rory MacDonald dovette rinunciare a al suo combattimento contro Matt Brown. Fu rimpiazzato da Brian Foster.
Gabe Ruediger avrebbe dovuto affrontare Paul Kelly ma fu costretto a rinunciare a causa di un infortunio all'inguine il 25 ottobre. T.J. O'Brien sostituì Ruediger.
Darren Elkins rinunciò al suo match contro Edson Barboza e venne sostituito da Mike Lullo.

## Risultati

### Card preliminare
- Incontro categoria Pesi Leggeri:  Tyson Griffin contro  Nik Lentz

Lentz sconfisse Griffin per decisione divisa (29–28, 27–30, 29–28).
- Incontro categoria Pesi Leggeri:  Paul Kelly contro  TJ O'Brien

Kelly sconfisse O'Brien per KO Tecnico (gomitate) a 3:18 del secondo round.
- Incontro categoria Pesi Leggeri:  Mike Lullo contro  Edson Barboza

Barboza sconfisse Lullo per KO Tecnico (calci alla gamba) a 0:26 del terzo round.
- Incontro categoria Pesi Welter:  Karo Parisyan contro  Dennis Hallman

Hallman sconfisse Parisyan per KO Tecnico (pugni) a 1:47 del primo round.
- Incontro categoria Pesi Medi:  Aaron Simpson contro  Mark Muñoz

Muñoz sconfisse Simpson per decisione unanime (29–28, 29–28, 29–28).
- Incontro categoria Pesi Welter:  Matt Brown contro  Brian Foster

Foster sconfisse Brown per sottomissione (strangolamento a ghigliottina) a 2:11 del secondo round.

### Card principale
- Incontro categoria Pesi Leggeri:  George Sotiropoulos contro  Joe Lauzon

Sotiropoulos sconfisse Lauzon per sottomissione (kimura) a 2:43 del secondo round.
- Incontro categoria Pesi Mediomassimi:  Phil Davis contro  Tim Boetsch

Davis sconfisse Boetsch per sottomissione (con una "Mr. Wonderful", ovvero una kimura modificata) a 2:55 del secondo round.
- Incontro categoria Pesi Medi:  Gerald Harris contro  Maiquel Falcão

Falcão sconfisse Harris per decisione unanime (29–27, 29–28, 29–28).
- Incontro categoria Pesi Welter:  Matt Hughes contro  B.J. Penn

Penn sconfisse Hughes per KO (pugni) a 0:21 del primo round.
- Incontro categoria Pesi Mediomassimi:  Quinton Jackson contro  Lyoto Machida

Jackson sconfisse Machida per decisione divisa (29-28, 29-28, 28-29).

## Premi
Ai vincitori sono stati assegnati 80.000$ per i seguenti premi:
- Fight of the Night:  George Sotiropoulos contro  Joe Lauzon
- Knockout of the Night:  B.J. Penn
- Submission of the Night:  Phil Davis

## Controversia
Una lamentela formale fu esposta alla Commissione del Combattimento Non Armato del Michigan riguardo al cronometraggio dell'incontro Harris-Falcão match. Verso la fine del primo round, Falcão stava applicando una sottomissione alla gola di Harris. La lamentela riguarda il fatto che il cronometrista fece terminare il round con sei secondi di anticipo lasciando il dubbio che Falcão avesse potuto sottomettere Harris. Malgrado la vittoria finale di Falcão per decisione, la lamentela formale fu archiviata il 13 gennaio 2011.